# ديفلن
ديفلن (بالإنجليزية: Devlin)‏ هو رابر بريطاني، ولد في 7 مايو 1989 في داجنهام في المملكة المتحدة.

## وصلات خارجية
- ديفلن على موقع ميوزك برينز (الإنجليزية)
- ديفلن على موقع ميوزك برينز (الإنجليزية)
- ديفلن على موقع أول ميوزيك (الإنجليزية)
- ديفلن على موقع ديسكوغز (الإنجليزية)